# Przysłop (Beskid Mały)
Przysłop (623 m n.p.m.) – szczyt w południowo-wschodniej części Grupy Magurki Wilkowickiej w Beskidzie Małym. Wznosi się po południowej stronie Czupla. Jego północno-wschodni stok opada ku potokowi Roztoka, zachodni ku potokowi Bartoszowiec, w południowym kierunku Przysłop rozgałęzia się na dwa ramiona, pomiędzy którymi spływa Wilczy Potok. Na południowym stoku Przysłopu, powyżej źródlisk Wilczego Potoku położona jest polana Przysłop, z której rozciąga się widok na Beskid Śląski, zaś poniżej niej, przy czerwonym szlaku turystycznym znajduje się Diabelski Kamień – sporych rozmiarów skała piaskowca.
Grzbietem Przysłopu biegnie granica między miejscowościami Łodygowice i Tresna w województwie śląskim, w powiecie żywieckim.

## Szlaki turystyczne
Zachodnie zbocze Przysłopu trawersuje czerwony szlak turystyczny z Łodygowic. Pod szczytem odchodzi od niego żółty szlak z Czernichowa (Hotel „Odys”).
 Łodygowice – polana Przysłop – Diabelski Kamień – Kuflowa – Wysokie Siodło – Rogacz – Międzybrodzie Bialskie
 Czernichów – Solisko – Przysłop.